# 45700 Levi-Setti
45700 Levi-Setti è un asteroide della fascia principale. Scoperto nel 2000, presenta un'orbita caratterizzata da un semiasse maggiore pari a 2,5846776 au e da un'eccentricità di 0,1861263, inclinata di 11,45953° rispetto all'eclittica.
L'asteroide è dedicato al paleontologo italo-statunitense Riccardo Levi-Setti.